# La Perle (film, 1932)
Pour les articles homonymes, voir Perle (homonymie).
Pour plus de détails, voir Fiche technique et Distribution.
La Perle est un film français réalisé par René Guissart, sorti  en 1932.

## Fiche technique
- Titre : La Perle
- Réalisateur : René Guissart
- Scénario et dialogues : Yves Mirande
- Photographie : Ted Pahle
- Musique : Claude Pingault
- Société de production : Studios Paramount
- Distribution : Les Films Paramount
- Pays d'origine :  France
- Format : Noir et blanc - Son mono - 1,37:1
- Genre : Comédie
- Durée : 73 minutes
- Date de sortie : France - 29 juillet 1932

## Distribution
- Suzy Vernon : Clotilde
- André Berley : M. Silberberg
- Armand Lurville : Veratcheff
- Edwige Feuillère : Viviane Larcenay
- Robert Arnoux : Jacques Surville
- Paule Andral : Mme Silberberg
- Christian Argentin : Medios
- Pierre Piérade
- Eugène Stuber
- Édouard Francomme
- Paul Faivre
- Andrée Champeaux